# ويليام ديفلن
ويليام ديفلن (بالإنجليزية: William Devlin)‏ هو مدرب كرة قدم ولاعب كرة قدم بريطاني في مركز نصف الجناح، ولد في 30 مايو 1931 في غلاسكو في المملكة المتحدة. لعب مع نادي بيتربورو يونايتد ونادي دمبرتون ونادي كارلايل يونايتد.